# 鍬ヶ崎町
鍬ヶ崎町（くわがさきまち）は、大正13年（1924年）まで岩手県下閉伊郡にあった町。

## 沿革
- 明治22年（1889年）4月1日 - 町村制施行にともない、東閉伊郡浦鍬ヶ崎村が単独で町制施行し、鍬ヶ崎町が発足。
- 1897年（明治30年）4月1日 - 郡の統合により北閉伊郡・中閉伊郡・東閉伊郡が合併して下閉伊郡が発足[1]。
- 大正13年（1924年）4月1日 - 宮古町と合併し、新制の宮古町となる。